# Leucorrhinia dubia
Leucorrhinia dubia (Vander Linden, 1825) je mali vilinski konjic iz roda Leucorrhinia, a pripada porodici Libellulidae. Srpski naziv vrste je Mali barski vranac.

## Opis
Abdomen je dug između 21 i 27 mm, dok je dužina zadnjeg krila od 23-28 mm. Telo doraslih mužjaka je crne boje sa crvenim i narandža stim šarama na abdomenu i toraksu. Ove šare tamne kako jedinka stari dok su kod teneralnih jedinki šare svetle. Frons (čelo) je upadljive bele boje, a osnova krila je smeđe boje.
Grudi i trbuh mužjaka su crni sa crvenim šarama. Šare mladih jedinki su žute. Grudi i trbuh ženke su takođe crni, ali sa žutim šarama. Mladi mužjaci i ženke dosta liče jedni na druge, ali je raspored žutih šara različit. Oči su tamne, gotovo crne, dok je lice svetlo.

## Rasprostranjenje
Zabeležena je u sledećim državama: Austrija; Belorusija; Belgija; Bugarska; Kina; Češka; Finska; Francuska; Nemačka; Crna Gora; Holandija; Norveška; Poljska; Rumunija; Ruska Federacija; Srbija; Slovačka; Slovenija; Španija; Švedska; Švajcarska; Ukrajina; Velika Britanija.

## Станиште
Močvare, bare i mala jezera, obično sa nižom pH vrednošću (blago kisele vode), najčešće u šumama.

## Sezona letenja
Sezona leta traje od aprila do septembra.

## Biologija vrste
Razvija se u barama i močvarama obraslim mahovinama iz roda Sphagnum. Mužjak ispoljava teritorijalno ponašanje. Kopulacija često počinje iznad vodene površine nakon čega kopula sleti na zemlju ili nisko, okolno rastinje . Ženka polaže jaja u submerzni deo mahovine. Larva se hrani tokom noći, međutim i aktivnosti tokom dana su zabeležene. Larvalni razvoj traje jednu do tri godine. U Velikoj Britaniji postaju adulti od maja do juna, što je uslovljeno kvalitetom vode i drugim abiotičkim karakteristikama datog dela areala. Mužjaci prvi sazrevaju (4-12 dana), dok ženkama treba nekoliko dana više. 
Promena i destrukcija staništa čine da ova vrsta nestaje. U velikoj Britaniji 95% nizijskih močvara i bara obraslih svagnumom je uništeno. 

## Životni ciklus
Ženke polažu jaja na manjim stajaćim vodama koje su zakišeljene. U zavisnosti od uslova sredine larve se razvijaju jednu do tri godine. Po završetku larvenog razvica one izlaze iz vode gde eklodiraju i ostavljaju svoje egzuvije na obalnoj vegetaciji.